# Wolf von Wunnenstein
Wolf (V.) von Wunnenstein (* ca. 1340; † 9. November 1413), meist Gleißender Wolf genannt, war ein deutscher Niederadliger, Raubritter, Kreditgeber und Ministerialer.

## Leben

### Als Kind und junger Erwachsener
Um das Jahr 1340 wurde Wolf vermutlich in Mühlhausen an der Enz geboren, wo sein Vater Fürderer II. von Wunnenstein Kirchherr war.
Als sein Vater 1361 starb, wurde Wolf im Rahmen einer Erbstreitigkeit mit dem Kloster Maulbronn das erste Mal urkundlich erwähnt. Bereits damals nannte er sich „der Gleissende“, wobei dieser Beiname auf „leuchten“, „schimmern“ und „strahlen“ zurückzuführen ist.
Zusammen mit dem Grafen Wolf von Eberstein und anderen Martinsvögeln versuchte der Gleissende Wolf im Frühjahr 1367, Graf Eberhard II. (der Greiner) von Württemberg samt Sohn Ulrich gefangen zu nehmen. Dieser Vorfall, der vermutlich eine Art Stellvertreterkrieg zwischen den Markgrafen von Baden und der Pfalzgrafen bei Rhein einerseits sowie den Grafen von Württemberg andererseits war, sorgte für einiges Aufsehen. Die Ausführenden waren zur Flucht auf Territorien benachbarter Herrscher gezwungen, Wolf lebte zeitweise auf der Burg Rheingrafenstein bei Bad Kreuznach. Über den versuchten Überfall verfasste Ludwig Uhland 1815 die Ballade Der Überfall im Wildbad. Doch schon Anfang 1370 kam Wolf wieder zurück in das Gebiet des heutigen Württemberg und wohnte, möglicherweise bis 1380, auf Burg Schadeck bei Neckarsteinach, wo ihm 1371 ein Fehdebrief der Stadt Straßburg zugestellt wurde.

### Vermögensaufbau und Fehden
Am 28. März 1369, nach anderen Quellen bereits 1368, wurde Wolf Lehnsherr über die Schmalensteiner Güter im Nordschwarzwald, wozu u. a. die Dörfer Dobel, Dennach, Schwann und Conweiler gehörten. Bei dieser Lehnsherrschaft geht die Forschung davon aus, dass Wolf hier nur eine Stellvertreter- bzw. zeitlich befristete Übergangslösung war, weil sich die Herrscher benachbarter größerer Gebiete, die Markgrafen von Baden und die Grafen von Württemberg, nicht einigen konnten, wer von beiden diese Rechte übernehmen sollte.
In den folgenden Jahren tauchte der Gleissende Wolf in Quellen nicht erneut auf. Anzunehmen ist, dass er weiterhin kleine Überfälle, Raubzüge und Fehden durchführte und so sowohl Kampferfahrung als auch beträchtlichen Wohlstand sammelte. Für diese These spricht, dass die nächste Erwähnung Wolfs aus dem Jahr 1380 den Ausgleich des Schadens, den die Stadt Wimpfen durch eine Beraubung durch Wolf erlitten hatte, durch den Pfalzgrafen bei Rhein zum Inhalt hat.
Jahre später, nach der Schlacht bei Döffingen 1388, forderte Wolf von den unterlegenen Reichsstädten Ersatz für von städtischen Söldnern bereits 1381 im so genannten Löwenkrieg verursachte Schäden, nach anderer Quelle handelte es sich um jüngere Schäden aus dem gerade zu Ende gegangenen Streit.
1395 wandte er sich mit einer weiteren Schadensersatzforderung an die Stadt Straßburg, unklar ist, was hier weiter geschah. Immerhin erhielt er von anderen Reichsstädten (Speyer, Weißenburg, Wimpfen und Worms) Zahlungen.
1398 begann er aus ähnlichen Gründen eine Fehde gegen Frankfurt am Main, deren Ausgang ebenfalls unbekannt ist. Eine gleichzeitig begonnene Fehde gegen die Stadt Rothenburg ob der Tauber war dagegen kontraproduktiv, da Wolf 1399 Lösegeld seinen gefangenommenen Sohn Wolf VI. zahlen musste.

### Als Geldgeber
Im Gegensatz zu vielen Standesgenossen blieb Wolf nicht in der Grundrentenwirtschaft verhaftet, sondern trat als Kreditgeber auf und verlieh sein Vermögen gegen Zinsen, war also in der Kapitalwirtschaft aktiv.
So wurde am 29. April 1381 bezeugt, dass Wolf dem Mainzer Domherrn Konrad II. von Weinsberg einen Kredit in Höhe von 1000 Gulden gewährte, als Sicherheit diente die Burg Guttenberg.
Am 9. August 1383 lieh Wolf dem Mainzer Erzbischof Adolf I. von Nassau Geld: 1100 Gulden zu einem Zinssatz von 9 %. Als Pfand diente die Burg auf dem Scheuerberg, der an dessen Fuße liegende Ort Neckarsulm sowie weitere fünf Dörfer. Weitere Kredite an Adolf I. folgten.

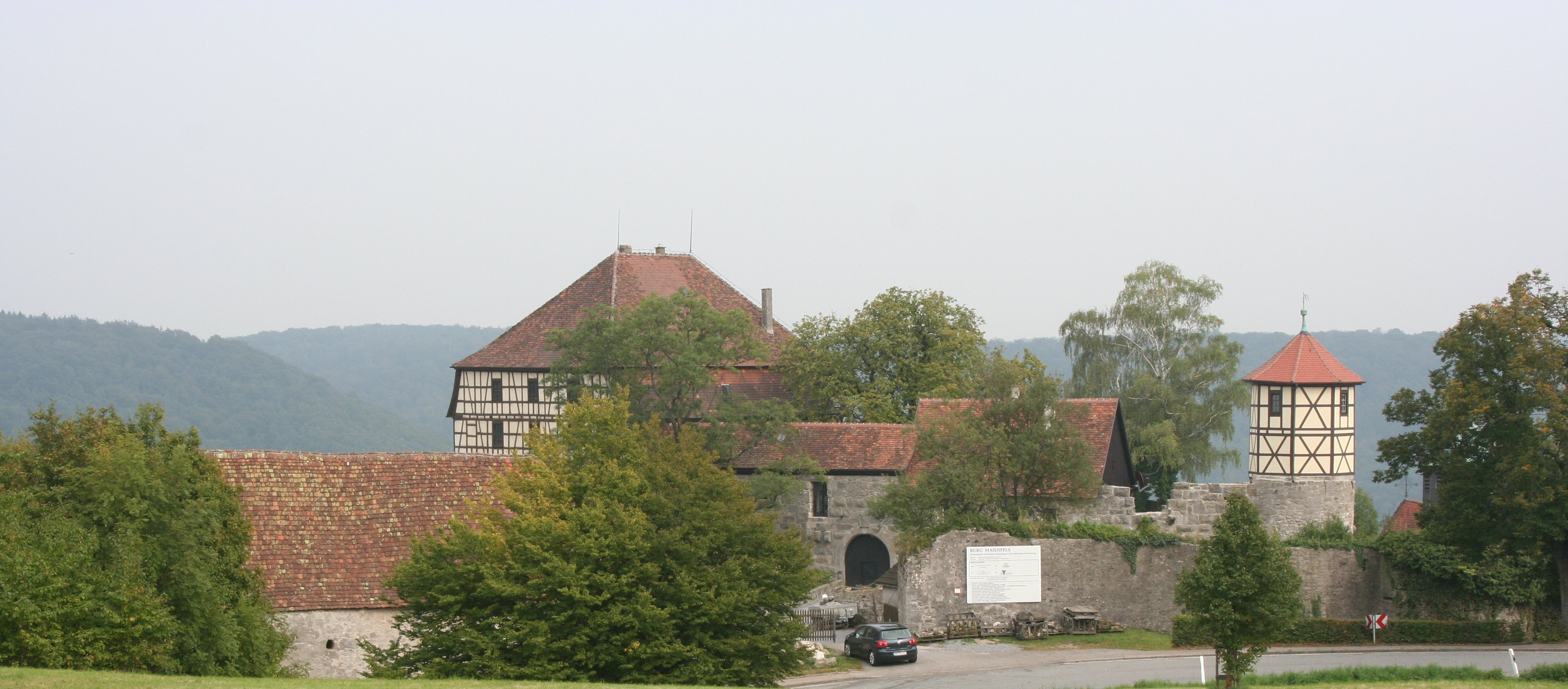
Gesamtansicht Burg Maienfels 2006

1390 erwarb Wolf einen Anteil an der Burg Maienfels, gleichzeitig gewährte er dem inzwischen zum Erzbischof von Mainz gewordenen Konrad von Weinsberg und dessen Bruder Engelhard einen weiteren Kredit. 1393, nach anderen Quellen 1392, liehen sich beide bei Wolf weitere 2000 Gulden zu einem Zinssatz von 10 %, die gesamte Kreditsumme belief sich daraufhin auf 4000 Gulden. Für beide Kredite zusammen bekam Wolf mehrere Dörfer sowie das Schloss in Neuenstadt am Kocher als Sicherheiten verpfändet, nach anderer Quelle erneut die Burg Guttenberg samt einigen Dörfern. Später erhöhte sich die Gesamtsumme der Kredite auf 10.500 Gulden, wegen ausstehender Zinszahlungen wird Wolf die Burg Gleichen verpfändet.
Zu Beginn des Jahres 1400 endete die Geschäftsverbindung mit dem Bistum Mainz, da der neue Bischof Johann II. von Nassau sämtliche Kredite, insgesamt 5200 oder 5700 Gulden, zurückzahlte und zudem den Transport von Wolfs Hausrat von Neckarsulm nach Maienfels übernahm.
Am 25. April 1408 quittierte Wolf die Bezahlung von 600 Gulden Zinsen für ein Darlehen in Höhe von 6000 Gulden, das er Graf Eberhard dem Milden von Württemberg und dessen Sohn Eberhard dem Jüngeren gewährt hatte. Pfand hierfür waren die Städte Marbach am Neckar und Leonberg. Zudem bestand seit 1400 noch ein weiteres Darlehen in Höhe von 10.000 Gulden, wofür Wolf Burg und Stadt Vaihingen an der Enz als Pfand erhalten hatte.

### Als Söldner
Am 10. Februar 1384, nach anderer Quelle bereits 1382, nahm der Fürstbischof von Speyer, Nikolaus I. von Wiesbaden, Wolf als Kriegshauptmann und “Helfer gegen seine Feinde” in seine Dienste. Zu diesen Feinden gehörte pikanterweise auch der von Gegenpapst Clemens VII zum Administrator des Bistums Speyer ernannte Mainzer Erzbischof Adolf von Nassau, dem Wolf bereits 1383 Geld geliehen hatte. Nachdem sich Nikolaus und Adolf geeinigt hatten, stritt sich Wolf mit ersterem wegen seines Honorars, ausgemacht waren 1500 Gulden für zwei Jahre.
Am 23. August 1388 nahm Wolf auf Seite der Fürsten an der Schlacht bei Döffingen gegen den Schwäbischen Städtebund teil. Wurde zuerst angenommen, dass er dies als Hauptmann des Kontingents des Würzburger Bischofs Gerhard von Schwarzburg tat, ist inzwischen durch eine Liste der sich bei Wiesloch sammelnden Ritter belegt, dass er als Ministerialer der Pfalzgrafen zur Teilnahme verpflichtet war. Zumindest nach einer weiteren Ballade Uhlands (Die Döffinger Schlacht) sorgte sein Eingreifen für die Entscheidung zugunsten der Fürsten.
Auch für die Stadt Straßburg soll er tätig gewesen sein, hierzu fehlen jedoch weitere Angaben.

### Als Amtmann und Rat

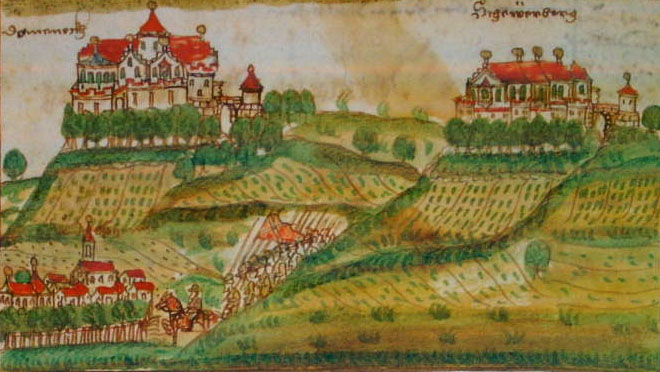
Wolfs Amtssitz Scheuerberg, Ansicht vor 1525

Zur Absicherung oder auch Rückzahlung empfangener Kredite wurde Wolf 1383, nach anderer Quelle 1385, Mainzer Amtmann auf dem Scheuerberg. Nach einer durch Bischofswechsel bedingten kurzen Unterbrechung übernahm Wolf dieses Amt 1393 erneut. 1397 erhielt er hieraus eine Gült von 400 Gulden. Erst Ende 1399 oder Anfang 1400 endete unter dem nächsten Erzbischof Wolfs Zeit als Amtmann auf dem Scheuerberg.
Am 25. Juli 1393 wurde Wolf erstmalig als Rat von Haus aus des Markgrafen Bernhard I. von Baden erwähnt, nach anderen Quellen war er dies bereits 1391 bzw. Anfang der 1390er Jahre. Wolf blieb dies bis mindestens April 1399, als er als einer der zehn Räte genannt wurde, die im Falle des Todes für die Umsetzung des Testamentes von Markgraf Bernhard I. sorgen sollten.
Für das Jahr 1408 schließlich quittierte Wolf die Bezahlung eines nicht nur einmaligen Dienstgeldes in Höhe von 100 Gulden, da er von Graf Eberhard III. von Württemberg ebenfalls zum Rat von Haus aus berufen worden war.

## Familie
Die Familie derer von Wunnenstein wird urkundlich in den Jahren 1251 (Wolfelin, Dienstmann des Grafen von Württemberg) bis 1456 erwähnt und stammt vermutlich von den Herren von Ilsfeld ab, die in den Jahren 1163–1291 urkundlich erwähnt werden, bzw. entstand aus dieser durch Namenswechsel nach Bau der Höhenburg. Die Familie siedelt verstreut, bekannt sind Vertreter in Stetten am Heuchelberg, Kirchhausen, Ilsfeld-Auenstein und Mühlhausen an der Enz.
Um das Jahr 1340 wurde Wolf als vermutlich zweiter von vier Söhnen des Fürderer II. von Wunnenstein geboren. Als Geburtsort wird Mühlhausen an der Enz angenommen, wo er vermutlich auch aufwächst.
Sein vermutlich älterer Bruder Fürderer III. war bis 1396, nach anderer Quelle bis 1394, Vogt mit Amtssitz auf der Burg Eselsberg für eine Nachfahrin der Grafen von Vaihingen. Fürderer III. überlebte Wolf und hatte zumindest einen Sohn Hans und eine Tochter, die mit Erpf von Venningen verheiratet war.
Wolfs jüngerer Bruder Hans der Jüngere bzw. Hans V. nahm zusammen mit ihm an der Schlacht bei Döffingen teil, ein weiterer Bruder, Konrad, stirbt 1399 nur 12 Tage nach Wolfs erster Frau.
Die 1368 als Mitbesitzer der Burg auf dem Wunnenstein genannten Helfrich und Wilhelm von Wunnenstein waren weitläufige Verwandte vierten Grades, zwei Cousins von Wolf lebten in Auenstein. Das  Verwandtschaftsverhältnis zum 1283 urkundlich erwähnten Dieter, genannt Wolf von Wunnenstein, und zum durch seinen Grabstein in der Magdalenenkirche belegten Johannes II.(Langer Hans, † nach 1335)  ist unklar, bei Johannes V. († 1399) könnte es sich um den an der Schlacht bei Döffingen teilnehmenden jüngeren Bruder Hans V. handeln.
In erster Ehe war Wolf mit Margaret(h)e von Enzberg verheiratet, die aus einem Nachbarort Mühlhausens stammte. Margarete ist auch Mutter seiner beiden bekannten Kinder:
- Sohn Wolf VI.,[3] der vermutlich bereits 1405 starb;
- Tochter Adelheid,[3] die einen Marx Riet aus einer Schwäbisch Haller Patrizierfamilie heiratete.[2][3] Ob die in einer Erzählung zur Burg Neueberstein als Tochter des Gleissenden Wolfes erwähnte Ida[12] diese, eine weitere Tochter oder ein Phantasieprodukt ist, bleibt ist unklar.

Am 11. September 1399 starb Wolfs erste Frau, sie wurde in der Beilsteiner Magdalenenkirche begraben.
1411 starb auch Wolfs zweite Frau Hedwig (nach anderer Quelle Gertrud) von Blau. Anschließend wurde er bis zu seinem Tod von einer Haushälterin mit Namen Sophia versorgt, die später den Mosbacher Bürger Hans Müller heiratete. Wo Wolf am 9. November 1413 starb, ist unklar, Burg Maienfels und Beilstein werden genannt. Beigesetzt wurde er ebenfalls in der Magdalenenkirche.

## Erben und Nachwirken
Das Vermögen des Gleissenden Wolfes wurde nach seinem Tod auf mehrere Personen verteilt. Wolfs letzte Haushälterin Sophie erbte 1000 Gulden, Wolfs Anteil an der Burg Maienfels ging an seinen Bruder Fürderer sowie dessen Nachkommen (Sohn Hans und Schwiegersohn Erpf). Zumindest zu Beginn des 16. Jahrhunderts zählten die Herren von Urbach zu den Erben des Gleissenden Wolfes.

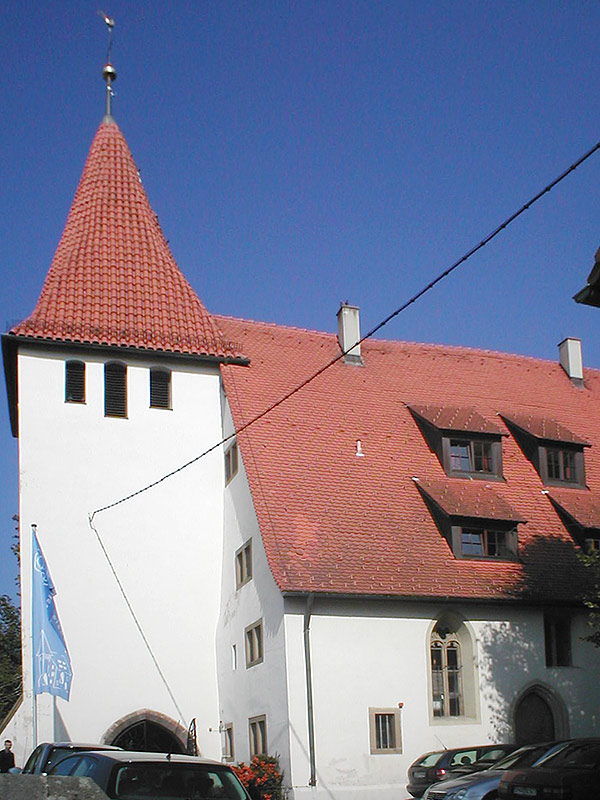
Magdalenenkirche 2007

An der Beilsteiner Magdalenenkirche ließ Wolf eine eigene Kapelle zu Unserer lieben Frau anbauen und richtete 1394 eine Meßpfründe ein, die Heilig-Kreuz-Pfründe auf dem mittleren Altar. Am 15. November 1396 stiftete er 500 Gulden und einige Güter als weitere Meßpfründe, damit für ihn, seine Ehefrauen, Eltern und Brüder gesungen und gebetet werde. Diese Pfründe war dem Apostel Petrus, dem Evangelisten Johannes und dem heiligen Leonhard geweiht. Am 15. April 1404 stiftete Wolf mit der Liebfrauenpfründe die dritte Kaplansstelle in der gleichen Kirche, wofür er etlichen Grundbesitz sowie Einkünfte übertrug. Das Präsentationsrecht behielt er sich selbst sowie befristet auch für seine Erben vor. 1410 stiftete Wolf für die Magdalenenkirche erneut einen nicht näher genannten Geldbetrag. Erst nachdem Württemberg evangelisch geworden war, erfolgte 1535 die Einziehung der genannten Besitztümer und Einkünfte zum evangelischen Kirchengut.
Auch wenn sie sich in schlechtem Zustand befinden, sind in der Beilsteiner Magdalenenkirche fünf Grabsteine der Wunnensteiner (Gleissender Wolf, seine erste Frau, sein Bruder Konrad, Johann II. mit Ehefrau Luitgard; Bruder (?) Johann (Hans?) V.) erhalten.

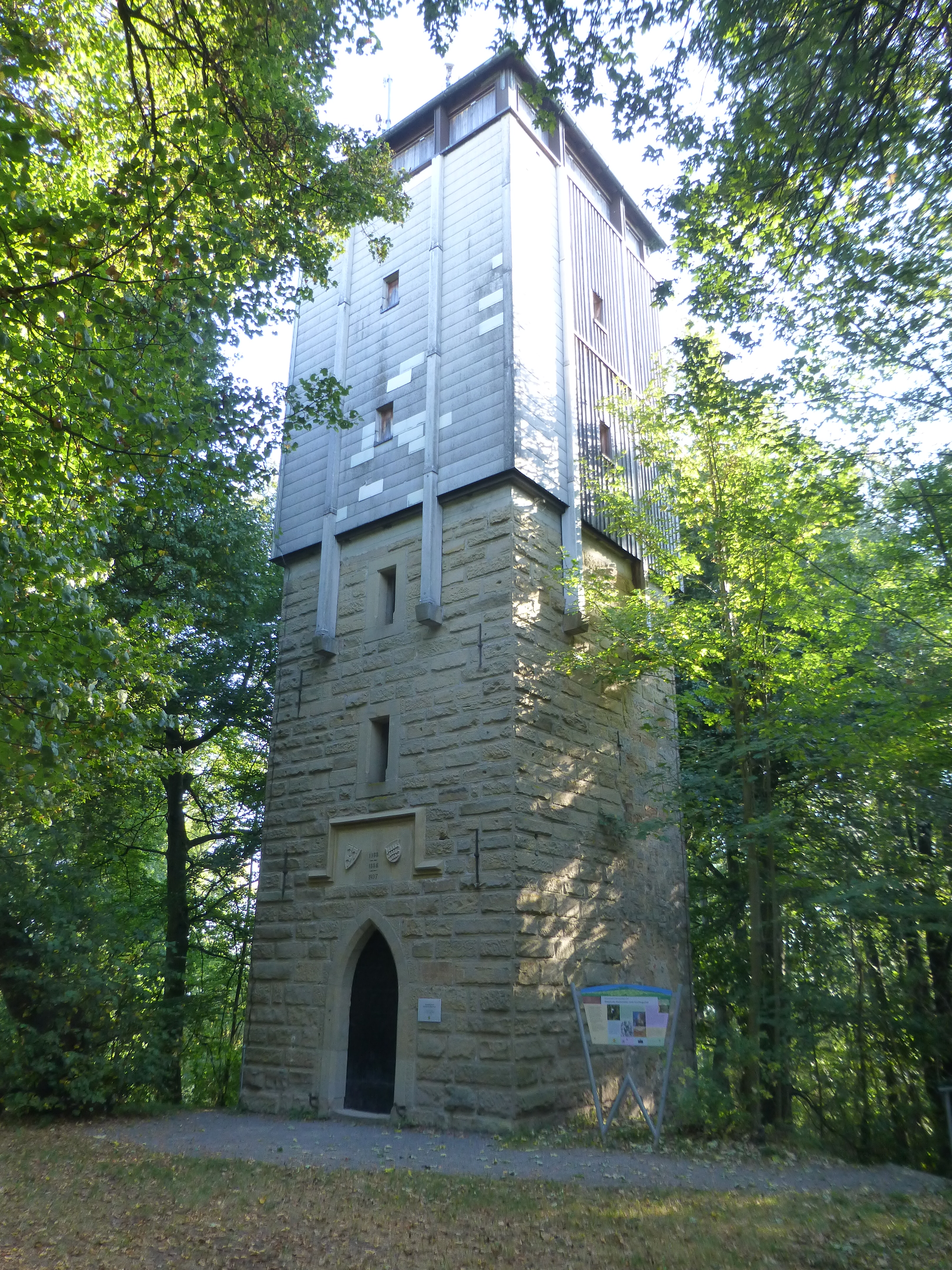
Aussichtsturm auf dem Wunnenstein 2016

Als Folge der Uhlandschen Balladen wurde der Gleissende Wolf zeitweise zu einem württembergischen Volkshelden. Daher ist er sowohl in den 1837 bis 1839 entstandenen Fresken im Neuen Schloss in Stuttgart als auch im Rittersaal von Schloss Lichtenstein vertreten. Obwohl er dort nie wohnte, war auch der mutmaßliche Stammsitz der Familie, der Wunnenstein, von Interesse. König Wilhelm kam 1825 zu Besuch, der Turmstumpf wurde erst zur Warte und 1888 zum Aussichtsturm ausgebaut.
Der in Beilstein ansässige Pfadfinderstamm der Christlichen Pfadfinderschaft Deutschlands hat sich bei seiner Gründung 1984 nach dem Gleissenden Wolf benannt.